# Virgin (Utah)
Virgin é uma cidade  localizada no estado norte-americano de Utah, no Condado de Washington.

## Demografia
Segundo o censo norte-americano de 2000, a sua população era de 394 habitantes.
Em 2006, foi estimada uma população de 508, um aumento de 114 (28.9%).

## Geografia
De acordo com o United States Census Bureau tem uma área de
30,9 km², dos quais 30,9 km² cobertos por terra e 0,0 km² cobertos por água. Virgin localiza-se a aproximadamente 1099 m acima do nível do mar.

## Localidades na vizinhança
O diagrama seguinte representa as localidades num raio de 16 km ao redor de Virgin.